# Beverly Willis
Beverly Willis   (Tulsa, 17 de febrer de 1928 - Branford, 1 d'octubre de 2023) va ser una arquitecta estatunidenca i sòcia de l'Institut Americà d'Arquitectes (FAIA).

## Trajectòria
Willis va tenir una funció important en el desenvolupament d'alguns dels conceptes arquitectònics que van influir en el disseny de les ciutats nord-americanes. Willis va desenvolupar tecnologies noves en arquitectura, planificació urbana, política pública i les seves activitats de lideratge en arquitectura. Entre els seus més famosos treballs es troba l'edifici del Ballet de Sant Francisco. Va ser cofundadora de l'Edifici del Museu Nacional, a Washington DC, i fundadora del Beverly Willis Architecture Foundation, una organització sense ànim de lucre que treballa per canviar la cultura de les dones en la indústria de la construcció a través de recerca i educació. Part dels seus arxius es troben en l'International Archive of Women in Architecture en Virginia Tech.

## Edificis significatius
- Manhattan Village Academy, Ciutat de Nova York (1996)
- River Run Residence, Napa Valle, Califòrnia (1983)
- Edifici del Ballet de San Francisco, Centre d'Arts Escèniques de San Francisco, Califòrnia (1982)
- Yerba Buena Gardens, (97 000 m2) desenvolupament d'ús mixt d'un centre d'art, teatre, oficines, venda al detall, hotel, jardins (1980)
- Aliamanu Valley Community, 525 edificis que alberguen 11 500 persones; Cos d'Enginyers, Honolulu, Hawái (1979)
- Pacific Point Condominium Apartments, Alpha Land Company, Pacifica, Califòrnia (1975)
- Vine Terrace Apartments, San Francisco, Califòrnia (1973)
- Union Street Stores, San Francisco, Califòrnia (1965)
- Margaret S. Hayward Playground Building, San Francisco, Califòrnia (1965)
- Robertson Residence, Yountville, Califòrnia (1960)